# حزب التقارب الديمقراطي في كتالونيا
حزب التقارب الديمقراطي في كتالونيا (بالكتالونية:Convergència Democràtica de Catalunya) هو حزب سياسي كتلاني/كتالوني.تأسس في 17 نوفمبر1974 في مونتسيرات (جبل). توجه قومي ليبرالي.

## وصلات خارجية
- الموقع الرسمي على الشبكة